# Iberische bosspitsmuis
De Iberische bosspitsmuis (Sorex granarius) is een  spitsmuis uit de onderfamilie der roodtandspitsmuizen.

## Kenmerken
De Iberische bosspitsmuis is op het oog niet te onderscheiden van de gewone bosspitsmuis. De soort is wat kleiner (kop-romp 62,5-72 mm, staart 38-45 mm, gewicht 4,5-8 gram), en er zijn verschillen in de schedel en het aantal chromosomen.

## Verspreiding
Deze soort komt enkel voor op enkele plaatsen op het Iberisch Schiereiland, in Centraal-Spanje in bergen boven de 1000 meter hoogte, vlak bij vochtige streken als beken en bergstromen.